# Sora Kobori
Sora Kobori (jap. 小堀 空, Kobori Sora; * 17. Dezember 2002 in Utsunomiya, Präfektur Tochigi) ist ein japanischer Fußballspieler.

## Karriere
Sora Kobori erlernte das Fußballspielen in der Jugendmannschaft des Tochigi SC. Der Verein aus Utsunomiya spielte in der zweiten japanischen Liga, der J2 League. Als Jugendspieler kam er 2020 einmal in der zweiten Liga zum Einsatz. Sein Debüt in der zweiten Liga gab er am 16. Dezember 2020 im Heimspiel gegen JEF United Ichihara Chiba. Hier wurde er in der 90.+3 Minute für Kishō Yano eingewechselt. Anfang 2021 unterschrieb er einen Vertrag beim Tochigi SC. Am Ende der Saison 2024 belegte er mit Tochigi den 18. Tabellenplatz und musste somit in die dritte Liga absteigen.